# Culture du Gandhara
 (février 2020).

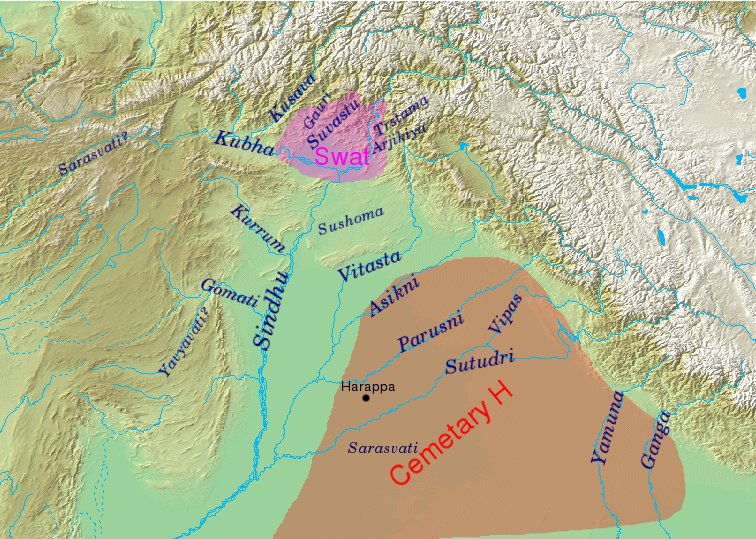
Géographie du Rigveda, avec les noms des rivières; l'étendue des cultures Swat et Cimetière H sont indiquées.

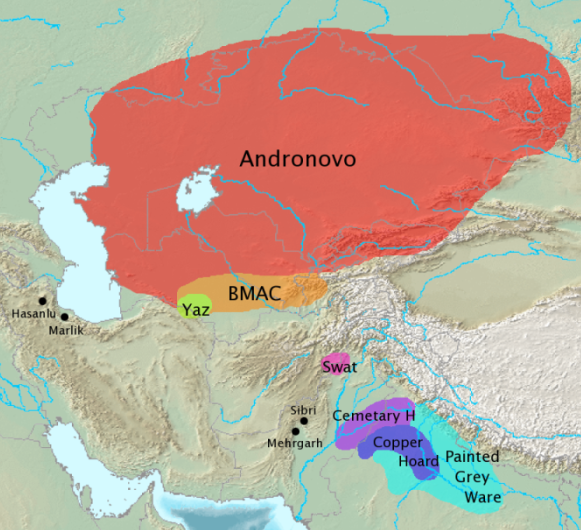
Cultures archéologiques associées aux migrations indo-iraniennes (d'après l'Encyclopédie de la culture indo-européenne). La culture d'Andronovo, le BMAC et la culture Yaz ont souvent été associés à des migrations indo-iraniennes. Les cultures GGC (Swat), Cimetière H, Copper Hoard Culture et la culture de la céramique grise peinte (PGW) sont des candidates pour des cultures associées aux migrations indo-aryennes.

La culture du Gandhara, également appelée culture tombale du Gandhara Gandhara grave culture ou culture de Swat, a émergé vers 1.600 av. J.-C. et fleuri v. 1.500 avant J.C. à 500 avant J.C. à Gandhara, région qui se trouve dans le Pakistan et l'Afghanistan modernes. Elle a été considérée comme une preuve des migrations indo-aryennes, mais a également été expliquée par la continuité culturelle locale.

## Localisation et caractéristiques
Les objets trouvés principalement dans des tombes, ont été répartis le long des rives des rivières Swat et Dir au nord, et de Taxila au sud-est, le long de la rivière Gomal, au sud. Des figurines de terre cuite de fabrication simple ont été enterrées avec de la poterie, et d'autres objets sont décorés avec de simples motifs en pointillés. Des restes de cheval ont été trouvés dans au moins une sépulture.

## Origines
La culture des tombes du Gandhara est peut-être un artefact des migrations indo-aryennes, mais elle peut aussi s'expliquer par la continuité culturelle régionale.

### Migrations indo-aryennes
Les découvertes de poteries de la culture du Gandhara montrent des liens évidents avec des trouvailles contemporaines du sud de l’Asie centrale du complexe archéologique bactro-margien (BMAC) et du plateau iranien et pourraient être associées aux premiers locuteurs indo-aryens ainsi qu’à la migration indo-aryenne dans le sous-continent indien de la région bactro-margienne. Selon Rajesh Kochhar, la culture indo-aryenne s'est fondue avec des éléments indigènes des vestiges de la civilisation de la vallée de l'Indus (OCP, Cimetière H) et a donné naissance à la civilisation védique.

### Continuité culturelle

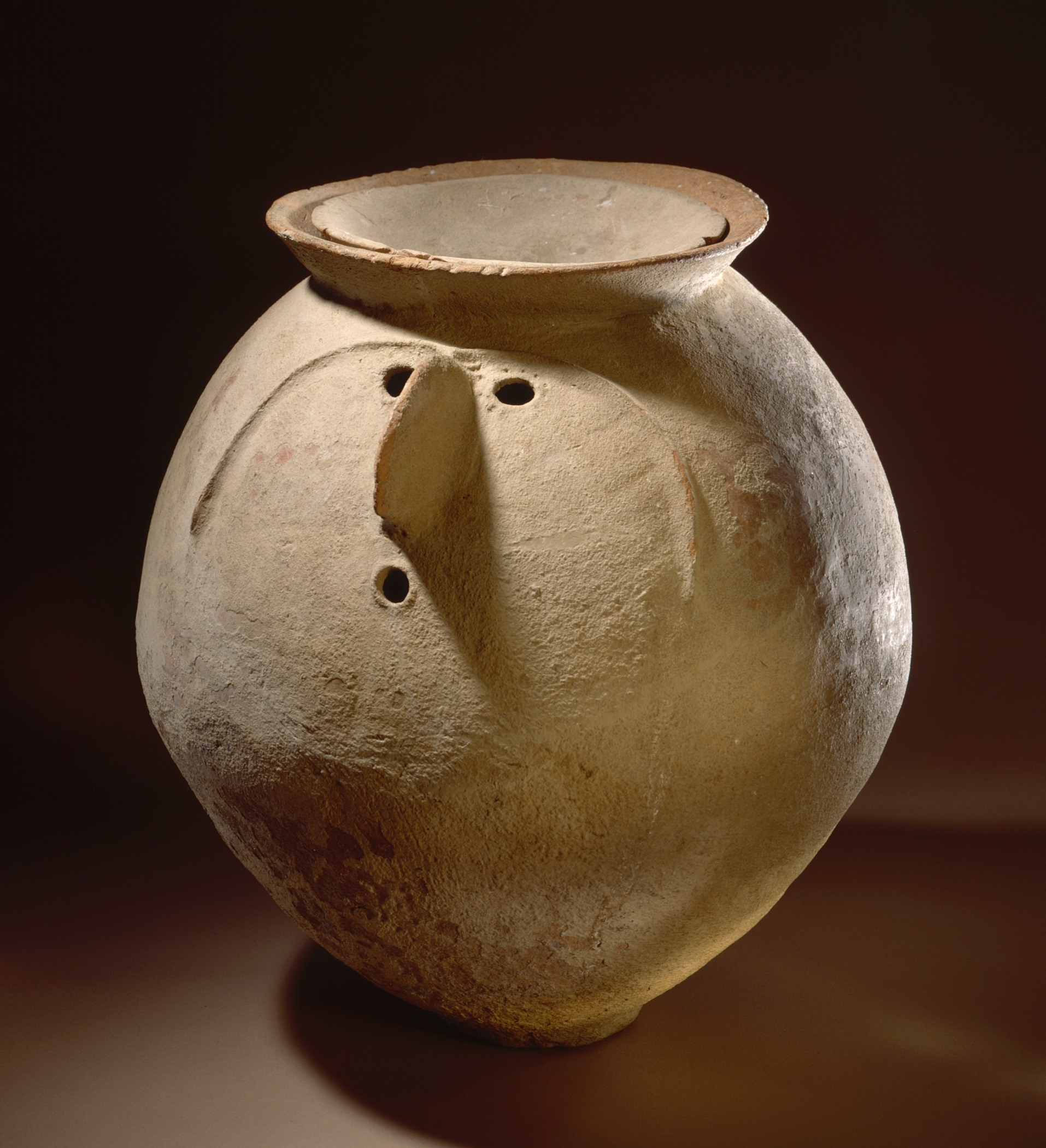
Urne de crémation

L'indianiste finlandais Asko Parpola affirme que la culture des tombes du Gandhara est « loin d'être identique à la culture de Bactriane et de Margiane de l'âge du bronze ». Selon Parpola, au cours des siècles qui ont précédé la culture du Gandhara, au début de la période de Harappa (environ 3200 à 2600 ans avant notre ère), des similitudes dans la poterie, les sceaux, les figurines, les ornements, etc. documentent le commerce intensif par caravane entre le sous-continent indien, l'Asie centrale et le plateau iranien.
Selon Kennedy, qui plaide pour une continuité culturelle locale, le peuple de la culture du Gandhara partageait des affinités biologiques avec la population du néolithique Mehrgarh. Cela suggère un « continuum biologique » entre les anciennes populations de Timargarha et de Mehrgarh. Ceci est contesté par Elena E. Kuz'mina, qui note des restes similaires à ceux de populations d’Asie centrale.

## Génétique
En 2018, une étude génétique analyse l'ADN de 362 anciens squelettes d'Asie centrale et méridionale, y compris ceux des sites funéraires de l'âge du fer découverts dans la vallée de Swat au Pakistan (entre 1200 avant notre ère et 1 CE) d'Aligrama, Barikot, Butkara, Katelai, Loe Banr et Udegram). Selon ces généticiens, l'analyse de l'ADN des tombes de la vallée de Swat fournit une preuve supplémentaire de « liens entre la population de steppes [d'Asie centrale] et la culture védique ancienne en Inde ».